# Sally Carbon
Sally May Carbon OAM (* 14. April 1967 in Cottesloe) ist eine ehemalige australische Hockeyspielerin, die mit der Australischen Hockeynationalmannschaft 1988 Olympiasiegerin und 1994 Weltmeisterin war.

## Sportliche Karriere
Sally Carbon wurde bei den Olympischen Spielen 1988 in Seoul in drei Vorrundenspielen eingewechselt. Da die Australierinnen das Finale gegen die gegen die Südkoreanerinnen mit 2:0 gewannen, erhielt auch Carbon eine Goldmedaille.
1990 erreichten die Australierinnen bei der Weltmeisterschaft 1990 in Sydney das Finale, dort unterlagen sie den Niederländerinnen mit 1:3. Bei den Olympischen Spielen 1992 in Barcelona belegten die Australierinnen in der Vorrunde den dritten Platz hinter den Deutschen und den Spanierinnen und verpassten damit den Halbfinaleinzug. Mit Siegen über die Neuseeländerinnen und die Niederländerinnen sicherten sich die Australierinnen den fünften Platz.
1994 bei der Weltmeisterschaft in Dublin belegten die Australierinnen in der Vorrunde den zweiten Platz hinter den Argentinierinnen, wobei die Australierinnen das direkte Duell mit 3:1 gewannen. Im Halbfinale bezwangen die Australierinnen die Mannschaft aus den Vereinigten Staaten mit 2:0. Im Finale trafen die Australierinnen wieder auf die argentinische Mannschaft und gewannen mit 2:0.
Sally Carbon wurde wie alle Olympiasiegerinnen von 1988 Anfang 1989 in den Order of Australia aufgenommen. Sie studierte an der University of Western Australia in Perth und schloss sowohl das Fach Gesundheit als auch das Fach Marketing ab. Nach ihrer aktiven Laufbahn war sie hauptamtlich im Marketing und ehrenamtlich im Sport tätig. Sie ist Mutter von drei Kindern. Sie verfasste mehrere Bücher, darunter Kinderbücher wie I want to be an Olympian und I want to be a Footballer.